# بوکتن هورن
بوکتن هورن (به لاتین: Bocktenhorn) یک کوه در سوئیس است که در کانتون گراوبوندن واقع شده‌است. بوکتن هورن ۳٬۰۴۴ متر بالاتر از سطح دریا واقع شده‌است.